# Gottfried-Wilhelm-Leibniz-Gesellschaft
Ne doit pas être confondu avec Leibniz-Gemeinschaft.
La Gottfried-Wilhelm-Leibniz-Gesellschaft (littéralement : « Société Gottfried Wilhelm Leibniz ») est une organisation fondée en 1966 à Hanovre dans le but d'approfondir la connaissance des travaux du philosophe et mathématicien polymathe allemand Gottfried Wilhelm Leibniz.